# Österreichische Basketball Bundesliga
Österreichische Basketball Bundesliga (ÖBL) – austriacka profesjonalna liga koszykówki, reprezentująca najwyższą klasę rozgrywkową w tym kraju. Powstała w 1998 roku. Rozgrywki o mistrzostwo Austrii mają miejsce od 1947 roku.

## Zespoły
| Klub                                | Miasto         | Hala                     | Poj. hali |
| ----------------------------------- | -------------- | ------------------------ | --------- |
| Allianz Swans Gmunden               | Gmunden        | Volksbank Arena          | 2200      |
| WBC Kraftwerk Wels                  | Wels           | Raiffeisen Arena         | 1700      |
| BSC Raiffeisen Panthers Fürstenfeld | Fürstenfeld    | Stadthalle Fürstenfeld   | 1200      |
| Arkadia Traiskirchen Lions          | Traiskirchen   | Lions Dome               | 1200      |
| Kapfenberg Bulls                    | Kapfenberg     | Sporthalle Walfersam     | 1000      |
| BC Zepter Vienna                    | Wiedeń         | Admiral Dome             | 1500      |
| Redwell Gunners Oberwart            | Oberwart       | Sporthalle Oberwart      | 1700      |
| Xion Dukes Klosterneuburg           | Klosterneuburg | Happyland Klosterneuburg | 1000      |
| UBC magnofit Güssing Knights        | Güssing        | Aktiv Park Güssing       | 01200     |
| UBSC Raiffeisen Graz                | Graz           | Unionhalle               | 0600      |

## Mistrzowie Austrii
- 1946-1947  Wiener AC
- 1947-1948 zawieszono rozgrywki
- 1948-1949  Admira Wiedeń
- 1949-1950  Post Wiedeń
- 1950-1951  Wiener Sport-Club
- 1951-1952 Handelsministerium
- 1952-1953 Union Babenberg
- 1954-1954 Union Babenberg
- 1955-1955 Union Babenberg
- 1955-1956 Engelmann Wiedeń
- 1956-1957 Union Babenberg
- 1957-1958 Engelmann Wiedeń
- 1958-1959 Union Babenberg
- 1959-1960 Engelmann Wiedeń
- 1960-1961 Engelmann Wiedeń
- 1961-1962 Engelmann Wiedeń
- 1962-1963 Handelsministerium
- 1963-1964 Handelsministerium
- 1964-1965 Handelsministerium
- 1965-1966  Union Kuenring
- 1966-1967 Engelmann Wiedeń
- 1967-1968 Engelmann Wiedeń
- 1968-1969 Engelmann Wiedeń
- 1969-1970 Engelmann Wiedeń
- 1970-1971 UBSC Wienerberger
- 1971-1972 UBSC Wienerberger
- 1972-1973 UBSC Wienerberger
- 1973-1974 UBSC Wienerberger
- 1974-1975 UBSC Sefra Wiedeń
- 1975-1976 UBSC Sefra Wiedeń
- 1976-1977 UBSC Wiedeń
- 1977-1978  Klosterneuburg
- 1978-1979 UBSC Wiedeń
- 1979-1980 UBSC Wiedeń
- 1980-1981 UBSC Wiedeń
- 1981-1982 UBSC Wiedeń
- 1982-1983  Klosterneuburg
- 1983-1984  Klosterneuburg
- 1984-1985  Klosterneuburg
- 1985-1986  Klosterneuburg
- 1986-1987  Klosterneuburg
- 1987-1988  Klosterneuburg
- 1988-1989  Klosterneuburg
- 1989-1990  Klosterneuburg
- 1990-1991  Möllersdorf
- 1991-1992 SPI Wiedeń
- 1992-1993  UKJ Sankt Pölten
- 1993-1994  Möllersdorf
- 1994-1995  UKJ Sankt Pölten
- 1995-1996  UKJ Sankt Pölten
- 1996-1997  UKJ Sankt Pölten
- 1997-1998  UKJ Sankt Pölten
- 1998-1999  UKJ Sankt Pölten
- 1999-2000  Traiskirchen Lions
- 2000-2001  Kapfenberg Bulls
- 2001-2002  Kapfenberg Bulls
- 2002-2003  Kapfenberg Bulls
- 2003-2004  Kapfenberg Bulls
- 2004-2005  Swans Gmunden
- 2005-2006  Swans Gmunden
- 2006-2007  Swans Gmunden
- 2007-2008  Panthers Fürstenfeld
- 2008-2009  WBC Wels
- 2009-2010  Swans Gmunden
- 2010-2011  Oberwart Gunners
- 2011-2012  Klosterneuburg
- 2012-2013  BC Wiedeń
- 2013-2014  Güssing Knights
- 2014-2015  Güssing Knights
- 2015-2016  Redwell Oberwart Gunners
- 2016-2017  ece Bulls Kapfenberg
- 2017-2018  ece Bulls Kapfenberg
- 2018-2019  ece Bulls Kapfenberg
- 2020-2021  Swans Gmunden

## Finały
| Sezon   | Mistrz                                                                          | Wynik                                                                           | Wicemistrz                                                                      | Trenera mistrza                                                                 | MVP Finałów                                                                     |
| ------- | ------------------------------------------------------------------------------- | ------------------------------------------------------------------------------- | ------------------------------------------------------------------------------- | ------------------------------------------------------------------------------- | ------------------------------------------------------------------------------- |
| 2000–01 | Kapfenberg Bulls                                                                | 3–2                                                                             | Wörthersee Piraten                                                              | Michael Schrittwieser                                                           | bd                                                                              |
| 2001–02 | Kapfenberg Bulls                                                                | 3–2                                                                             | Panthers Fürstenfeld                                                            | Michael Schrittwieser                                                           | bd                                                                              |
| 2002–03 | Kapfenberg Bulls                                                                | 3–2                                                                             | Swans Gmunden                                                                   | Michael Schrittwieser                                                           | bd                                                                              |
| 2003–04 | Kapfenberg Bulls                                                                | 3–1                                                                             | Swans Gmunden                                                                   | Michael Schrittwieser                                                           | bd                                                                              |
| 2004–05 | Swans Gmunden                                                                   | 3–0                                                                             | Oberwart Gunners                                                                | Bob Gonnen                                                                      | bd                                                                              |
| 2005–06 | Swans Gmunden                                                                   | 3–0                                                                             | Kraftwerk Wels                                                                  | Bob Gonnen                                                                      | Peter Hütter                                                                    |
| 2006–07 | Swans Gmunden                                                                   | 3–0                                                                             | Oberwart Gunners                                                                | Bob Gonnen                                                                      | De'Teri Mayes                                                                   |
| 2007–08 | Panthers Fürstenfeld                                                            | 3–2                                                                             | Oberwart Gunners                                                                | Aaron Mitchell                                                                  | Anthony Shavies                                                                 |
| 2008–09 | Swans Gmunden                                                                   | 3–1                                                                             | Kraftwerk Wels                                                                  | John Dieckelman                                                                 | Ricky Moore                                                                     |
| 2009–10 | Swans Gmunden                                                                   | 3–2                                                                             | Panthers Fürstenfeld                                                            | Matthias Fischer                                                                | De'Teri Mayes                                                                   |
| 2010–11 | Oberwart Gunners                                                                | 3–2                                                                             | Swans Gmunden                                                                   | Neno Ašćerić                                                                    | Bernd Volcic                                                                    |
| 2011–12 | Dukes Klosterneuburg                                                            | 3–1                                                                             | Swans Gmunden                                                                   | Werner Sallomon                                                                 | Christoph Nagler                                                                |
| 2012–13 | Zepter Wiedeń                                                                   | 3–2                                                                             | Oberwart Gunners                                                                | Andrea Maghelli                                                                 | Shawn Ray                                                                       |
| 2013–14 | Güssing Knights                                                                 | 3–2                                                                             | Kapfenberg Bulls                                                                | Matthias Zollner                                                                | Anthony Shavies                                                                 |
| 2014–15 | Güssing Knights                                                                 | 3–1                                                                             | Zepter Wiedeń                                                                   | Matthias Zollner                                                                | Travis Taylor                                                                   |
| 2015–16 | Redwell Oberwart Gunners                                                        | 3–0                                                                             | WBC Raiffeissen Wels                                                            | Chris Chougaz                                                                   | Chris McNealy                                                                   |
| 2016–17 | ece Bulls Kapfenberg                                                            | 4–1                                                                             | Redwell Oberwart Gunners                                                        | Michael Schrittwieser                                                           | Bogić Vujošević                                                                 |
| 2017–18 | ece Bulls Kapfenberg                                                            | 4–2                                                                             | Swans Gmunden                                                                   | Michael Schrittwieser                                                           | Bogić Vujošević                                                                 |
| 2018–19 | ece Bulls Kapfenberg                                                            | 3–0                                                                             | Swans Gmunden                                                                   | Michael Schrittwieser                                                           | Elijah Wilson                                                                   |
| 2019–20 | Nie rozegrano z powodu pandemii COVID-19 i przedwczesnego zakończenia rozgrywek | Nie rozegrano z powodu pandemii COVID-19 i przedwczesnego zakończenia rozgrywek | Nie rozegrano z powodu pandemii COVID-19 i przedwczesnego zakończenia rozgrywek | Nie rozegrano z powodu pandemii COVID-19 i przedwczesnego zakończenia rozgrywek | Nie rozegrano z powodu pandemii COVID-19 i przedwczesnego zakończenia rozgrywek |
| 2020–21 | Swans Gmunden                                                                   | 3–1                                                                             | ece Bulls Kapfenberg                                                            | Anton Mirolybov                                                                 | nie przyznano                                                                   |

## Tytuły według klubu
| Klub                 | Tytuły | Miasto         | Mistrzowskie lata                                                |
| -------------------- | ------ | -------------- | ---------------------------------------------------------------- |
| UBSC Wiedeń          | 11     | Wiedeń         | 1971, 1972, 1973, 1974, 1975, 1976, 1977, 1979, 1980, 1981, 1982 |
| Klosterneuburg       | 10     | Klosterneuburg | 1978, 1983, 1984, 1985, 1986, 1987, 1988, 1989, 1990, 2012       |
| Engelmann            | 9      | Wiedeń         | 1956, 1958, 1960, 1961, 1962, 1967, 1968, 1969, 1970             |
| Kapfenberg Bulls     | 7      | Kapfenberg     | 2001, 2002, 2003, 2004, 2017, 2018, 2019                         |
| UKJ Sankt Pölten     | 6      | St. Pölten     | 1993, 1995, 1996, 1997, 1998, 1999                               |
| Union Babenberg      | 5      | Wiedeń         | 1953, 1954, 1955, 1957, 1959                                     |
| Swans Gmunden        | 5      | Gmunden        | 2005, 2006, 2007, 2010, 2021                                     |
| Handelsministerium   | 4      | Wiedeń         | 1952, 1963, 1964, 1965                                           |
| Traiskirchen Lions   | 3      | Traiskirchen   | 1991, 1994, 2000                                                 |
| Güssing Knights      | 2      | Güssing        | 2014, 2015                                                       |
| Oberwart Gunners     | 2      | Oberwart       | 2011, 2016                                                       |
| BC Wiedeń            | 1      | Wiedeń         | 2013                                                             |
| WBC Wels             | 1      | Wels           | 2009                                                             |
| Panthers Fürstenfeld | 1      | Fürstenfeld    | 2008                                                             |
| SPI Wiedeń           | 1      | Wiedeń         | 1992                                                             |
| Union Kuenring       | 1      | Wiedeń         | 1966                                                             |
| Wiener Sport-Club    | 1      | Wiedeń         | 1951                                                             |
| Post Wiedeń          | 1      | Wiedeń         | 1950                                                             |
| Admira Wiedeń        | 1      | Wiedeń         | 1949                                                             |
| Wiener AC            | 1      | Wiedeń         | 1947                                                             |

## Nagrody
- MVP sezonu ÖBL
- Trener roku ÖBL
- Austriacki MVP ÖBL
- Obrońca roku ÖBL

## Statystyki

### Punkty
| 2014/15 | 1. Marko Car 20.4 Panthers              | 2. Armin Stevens 18.2 Vienna        | 3. Fabricio David Vay 17.8 Lions         |
| 2013/14 | 1. Zoran Krstanovic 20.2 Gunners        | 2. Armin Stevens 19.6 Panthers      | 3. Brendon Monteiro 18.4 Gunners         |
| 2012/13 | 1. Darnell Hinson 20.2 Gunners          | 2. Tyler Tiedeman 19.7 WBC          | 3. Samo Grum 18.6 Panthers               |
| 2011/12 | 1. Stjepan Stazic 26.3 Vienna           | 2. Dorde Drenovac 23.0 Lions        | 3. Drake Reed 19.9 Gunners               |
| 2010/11 | 1. Stjepan Stazic 21.9 Vienna, Panthers | 2. Rasheed Brokenborough 19.5 WBC   | 3. Fabricio Vay 19.5 Lions               |
| 2009/10 | 1. De'Teri Mayes 21.0 Swans             | 2. Kevin Houston 20.2 Lions         | 3. Jean Francois 19.4 Knights            |
| 2008/09 | 1. Deven Mitchell 22.4 Lions            | 2. De'Teri Mayes 21.3 Swans         | 3. Desmond Penigar 20.3 Panthers         |
| 2007/08 | 1. De'Teri Mayes 24.0 Swans             | 2. Jasmon Youngblood 21.4 Gunners   | 3. Dragan Miletic 19.8 Knights, Panthers |
| 2006/07 | 1. Stjepan Stazic 28.5 Lions            | 2. De'Teri Mayes 25.3 Swans         | 3. Samo Grum 20.2 Piraten                |
| 2005/06 | 1. De'Teri Mayes 24.8 Swans             | 2. Stephen Bahl 23.0 Dornbirn       | 3. Spencer Rhynes 22.5 Dukes             |
| 2004/05 | 1. Jason Detrick 26.7Gunners            | 2. De'Teri Mayes 25.4 Swans         | 3. Tyrone Levett 24.3 Oberwaltersdorf    |
| 2003/04 | 1. De'Teri Mayes 25.8 Swans             | 2. Rasheed Brokenborough 25.7 Bulls | 3. Eric Schmieder 24.2 49ers             |

### Zbiórki
| Sezon   | Lider                              | 2. miejsce                    | 3. miejsce                   |
| ------- | ---------------------------------- | ----------------------------- | ---------------------------- |
| 2014/15 | Travis Taylor 9.7 Knights          | Tautvydas Slezas 9.3 Panthers | Armin Stevens 9.1 Vienna     |
| 2013/14 | Petras Balocka 9.4 Panthers        | Kelly Beidler 8.6 WBC         | Travis Taylor 8.4 Knights    |
| 2012/13 | Maurice Pearson 8.2 Vienna         | Mark Sanchez 8.0 Bulls        | Marcus Heard 8.0 Knights     |
| 2011/12 | Joe Werner 9.3 WBC                 | Dan Oppland 8.7 Swans         | Larry Gordon 8.5 Bulls       |
| 2010/11 | Marcus Heard 9.2 Knights           | Louis Graham 8.0 Graz         | Jason Johnson 7.9 Gunners    |
| 2009/10 | Jason Johnson 8.8 Gunners          | Rašid Mahalbašić 8.6 Piraten  | Jason Forrestal 7.9 Graz     |
| 2008/09 | Nicholas Rhodes 10,8 Clubs         | Jason Chappell 9,2 Knights    | Desmond Penigar 9.0 Panthers |
| 2007/08 | Nicholas Rhodes 11.7 Graz          | Damir Rajkovic 10.1 Clubs     | Kevin Johnson 10.0 Swans     |
| 2006/07 | Kevin Martin 10.8 Dukes            | Johnny Mathis 10.1 Knights    | Ramiz Suljanovic 8.4 Bulls   |
| 2005/06 | Bryan Lucas 12.6 Piraten           | Wendell Gibson 10.1 Dornbirn  | Jason Forrestal 9.4 Haie     |
| 2004/05 | Erroyl Bing 10.5 Mattersburg 49ers | Bryan Lucas 10.1 Panthers     | Tilo Klette 8.8 WBC          |
| 2003/04 | Jason Johnson 10.2 Gunners         | Aramis Naglic 9.3 Lions       | Zachary Bennett 9.2 Swans    |

### Asysty
| 2014/15 | 1. Benedikt Danek 7.4 Lions              | 2. Ian Boylan 6.3 Bulls                 | 3. Wesley Channels 5.8 WBC             |
| 2013/14 | 1. Ian Boylan 6.5 Bulls                  | 2. Anthony Shavies 5.2 Knights          | 3. Jonathan Lee 4.9 Swans              |
| 2012/13 | 1. Ian Boylan 5.5 Vienna                 | 2. Thomas Klepeisz 4.8 Knights          | 3. Giovonne Woods 4.5 Bulls            |
| 2011/12 | 1. Benedikt Danek 6.9 Lions              | 2. Jeremy Fears 6.5 Bulls               | 3. Anthony Shavies 5.9 Panthers        |
| 2010/11 | 1. Markkus Carr 7.3 Vienna               | 2. Anthony Shavies 7.0 Panthers         | 3. Benedikt Danek 6.3 Lions            |
| 2009/10 | 1. Anthony Shavies 5.7 Panthers          | 2. Ian Boylan 5.3 Swans                 | 3. Thomas SCHREINER 5.1 St.Pölten      |
| 2008/09 | 1. Thomas SCHREINER 5.9 St.Pölten        | 2. Alexander Lanegger 5.8 UBSC          | 3. Timothy Burnette 5.4 Piraten        |
| 2007/08 | 1. Thomas SCHREINER 7.6 St.Pölten        | 2. Anthony SHAVIES 6.5 Panthers         | 3. Ian BOYLAN 5.2 Swans                |
| 2006/07 | 1. Anthony Shavies 7.0 Piraten           | 2. Damir Zeleznik 5.3 Bulls             | 3. Mike English 4.8 Lions              |
| 2005/06 | 1. Tyrone Barley 6.0 Feldkirch           | 2. Damir Zeleznik 5.6 Panthers          | 3. Aaron Mitchell 4.8 49ers            |
| 2004/05 | 1. Mike Coffin 6.5 Piraten               | 2. Damir Zeleznik 6.3 Panthers          | 3. Paris Bryant 5.4 Oberwalt./WBC      |
| 2003/04 | 1. Anthony Jr. Green 7.6 Oberwaltersdorf | 2. Eric Schmieder 7.5 Mattersburg 49ers | 3. Thomas Kelley 6.5 Oberwalt./Piraten |